# Scoglio di Matveev
Lo scoglio di Matveev (in russo Камень Матвеева, kamen' Matveeva) è un'isola russa che fa parte dell'arcipelago dell'imperatrice Eugenia ed è bagnata dal mar del Giappone.
Amministrativamente appartiene al Territorio del Litorale, che è parte del Circondario federale dell'Estremo Oriente.

## Geografia
Lo scoglio è situato nel golfo dell'Amur, nella parte settentrionale del golfo di Pietro il Grande, a circa 540 m dalla costa occidentale dell'isola Russkij e 15 km a sud-ovest di Vladivostok. Si trova tra capo Vasil'ev (мыс Васильева, mys Vasil'eva) a sud e capo Michajlovskij (мыс Михайловского, mys Michajlovskogo) a nord, ovvero tra la baia Voevoda (бухта Воевода, buchta Voevoda) e la baia di Filippovskij (бухта Филипповского, buchta Filippovskogo).
Matveev è un piccolo isolotto dalla forma tozza, orientato in direzione nord-sud, con una breve striscia di terra affusolata nella parte meridionale; misura circa 40 m di lunghezza e 12 m di larghezza, per una superficie totale di circa 0,0005 km². L'altezza massima è di 5 m s.l.m.
La striscia di terra è stata creata nel corso degli anni dall'azione erosiva delle onde che arrivano dal mare aperto, mentre a nord la roccia è più protetta dalla vicinanza della grande isola Russkij. 270 m a sud dello scoglio c'è un costone roccioso sottomarino.
Lo scoglio è quasi privo di vegetazione, tranne per un po' d'erba che cresce tra la roccia e la piatta striscia di terra; è spesso frequentato da uccelli marini.
 Matveev è visitato d'estate dai turisti, e d'inverno (tra la metà di gennaio e i primi di marzo) può essere raggiunto in auto grazie al ghiaccio compatto che lo unisce a Russkij.

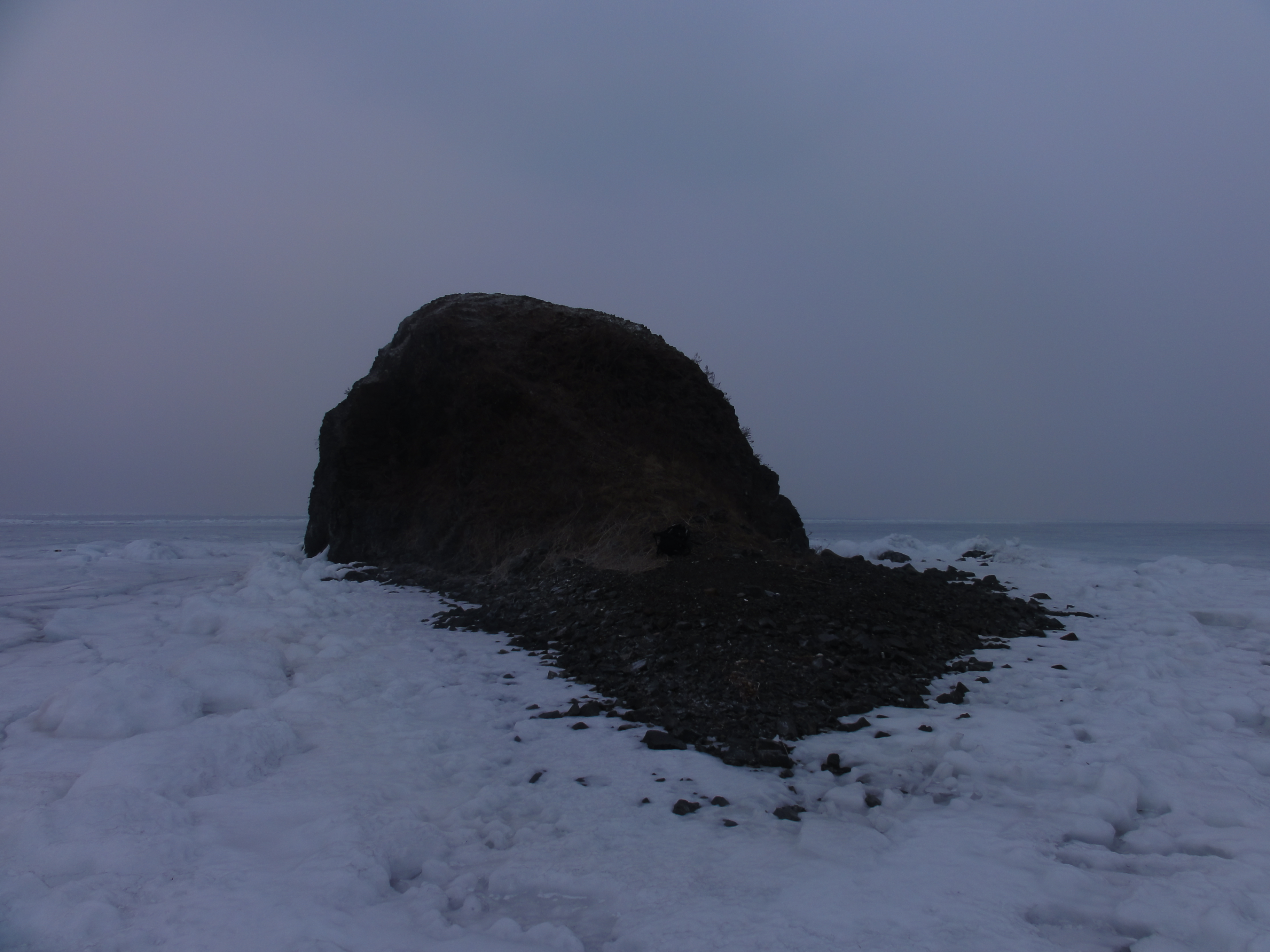
Lo scoglio di Matveev in inverno, visto da sud.